# اولگ لوگوین
اولگ لوگوین (روسی: Олег Николаевич Логвин؛ زادهٔ ۲۳ مهٔ ۱۹۵۹) دوچرخه‌سوار اهل اتحاد جماهیر شوروی سوسیالیستی است.
وی در مسابقات کشوری و بین‌المللی در مجموع برندهٔ ۱ مدال طلا، ۱ مدال نقره، ۱ مدال برنز شده‌است.